# HMS Mashona (F59)
Pour les articles homonymes, voir F59.
Le HMS Mashona est un destroyer de la classe Tribal qui servit dans la Royal Navy durant la Seconde Guerre mondiale.
Sa quille est posée le 5 août 1936 au chantier naval Vickers-Armstrongs de Newcastle upon Tyne, en Angleterre. Il est lancé le 3 septembre 1937 et mis en service le 30 mars 1939 sous le commandement du commander Patrick Vivian McLaughlin.

## Historique
Sa mise en service fut grandement retardée par le manque d’affûts doubles disponibles. Après son entraînement, il escorte sur une partie du trajet le paquebot Empress of Australia transportant le roi George VI et la reine au Canada et aux États-Unis. Il va aussi participer aux recherches du sous-marin Thetis en baie de Liverpool en juin 1939.
Lorsque la Seconde Guerre mondiale éclate au début de septembre 1939, il est prêt à l’action au sein de la 6e flottille de destroyers. Du 25 au 26 septembre, il escorte en compagnie du Somali et du Matabele le sous-marin Spearfish en grande difficulté dans la baie de Heligoland. Les quatre navires seront attaqués à maintes reprises par l’aviation allemande et rentreront sous la protection de la Home Fleet. Le Mashona passe ensuite en carénage au chantier Middle Dock Engineering de South Shileds du 25 octobre au 10 novembre 1939. Durant le reste de l’hiver 1939-40, ses opérations consistent en patrouilles et en missions d’escorte, participant notamment aux recherches des croiseurs de bataille allemands Scharnhorst et Gneisenau après qu’ils ont coulé le croiseur auxiliaire HMS Rawalpindi le 23 novembre 1939.
En mars 1940, le Mashona est en refonte à Chatham, il sera démagnétisé à cette occasion. Lors de la campagne de Norvège, sa première mission sera d’escorter des navires marchands et le vieux destroyer HNoMS Draug échappés des ports norvégiens vers le Royaume-Uni. Durant cette campagne le Mashona a une activité très intense, il est notamment présent lors de la perte des destroyers Afridi et Gurkha. Il transporte des troupes à Namsos et participe à l’opération Sickle, l’évacuation de 2 200 soldats des ports d’Åndalsnes et de Molde. Il escorte ensuite l’Ark Royal avant de participer aux recherches des survivants du porte-avions Glorious en juin 1940.
Le Mashona est présent lors de la saisie des navires suédois le 20 juin 1940 aux îles Féroé. Le 27 juin, il est endommagé par une vague durant une sortie de la Home Fleet et doit rejoindre Rosyth pour des réparations. Lors de son passage au bassin, il faut remplacer pas moins de 240 rivets et renforcer certaines parties de la coque. Après une autre période de service avec la Home Fleet, le Mashona est en refonte à Liverpool du mois d’août 1940 au 5 octobre 1940. La tourelle X est remplacée et des réparations de coque et machines effectuées. De retour au sein de la Home Fleet, il porte assistance aux survivants du cargo Roturua torpillé et coulé le 11 décembre 1940 à 110 milles dans l’ouest de Saint-Kilda par le sous-marin allemand U-96.
Le 6 janvier 1941, il entre en collision avec son sister-ship Sikh à Scapa Flow et est envoyé au chantier Gray de West Hartlepool du 13 janvier au 3 mars 1941. Le 23 mai 1941, il quitte la Clyde en compagnie du Somali, Eskimo et Tartar en escortant le cuirassé Rodney et le paquebot Britannic à destination de Boston. Deux jours plus tard, il est détaché avec les Somali, Tartar et Rodney pour participer à la traque du cuirassé allemand Bismark. Mais le 27 mai, les Tartar et Mashona sont renvoyés vers la côtes car ils sont à court de mazout. Le lendemain, alors qu'ils font route à la vitesse économique de 15 nœuds, ils sont découverts et attaqués par l’aviation allemande. À 09 h 10, le Mashona est touché à bâbord, au niveau de la cheminée arrière par une bombe qui explose dans la première chaudière. L’explosion va causer une grande brèche dans la coque. Le navire prend immédiatement de la gîte et doit être abandonné à 10 h 30 avant de chavirer, laissant seul l’arrière émergé. Le Tartar récupère 184 survivants qui seront débarqués à Greenock. L’épave est finalement coulée par les Sherwood et St. Clair à 13 h 16. Le Mashona perd dans l'attaque 46 hommes, dix blessés décéderont de leurs blessures.
Il reçut un total de deux honneurs de bataille pour son service pendant la Seconde Guerre mondiale.